# Fabio Bonci
Pour les articles homonymes, voir Bonci.
Fabio Bonci (né le 31 janvier 1949 à Modène en Émilie-Romagne) est un joueur de football italien, qui évoluait en tant qu'attaquant.

## Biographie
Au cours de sa carrière, Fabio Bonci évolue avec les clubs de Moglia, de la Reggiana, de la Juventus (pour qui il joue sa première rencontre le 8 septembre 1968 lors d'un match nul 0-0 contre Cesena), de Varèse, de Mantoue, de Parme, de Pérouse, de l'Atalanta, du Genoa et de Cesena.
Il est connu pour terminer capocannoniere de Serie B lors de la saison 1974-75.
Son père Iro ainsi que ses oncles Adler, Emilio et Remo furent tous également footballeurs professionnels.

## Palmarès
Parme FC
- Serie B :
  - Meilleur buteur : 1974-75.